# Vera (chanson)
Pour les articles homonymes, voir Vera.
Pistes de The Wall
Nobody Home Bring the Boys Back Home
Vera est une chanson du groupe Pink Floyd qui apparaît sur leur album The Wall sorti en 1979. Elle est précédée par Nobody Home et suivie par Bring the Boys Back Home.

## Composition
La chanson est en sol majeur et comporte une mesure en quatre temps (4/4). Elle commence avec un montage sonore issu du film  La Bataille d'Angleterre lorsque la chanson commence avec la voix de Roger Waters, la guitare acoustique et les cordes, suivies du reste. L'ambiance de la chanson est assez triste, et contraste avec la chanson suivante, Bring the Boys Back Home, plus forte.

## Analyse des paroles
Cette chanson est une référence à Vera Lynn, une chanteuse britannique connue durant la Seconde Guerre mondiale pour sa chanson populaire We'll Meet Again, qu'elle chantait aux soldats britanniques. La référence est ironique, en sachant que Roger Waters (et le personnage de l'album Pink) n'a jamais rencontré son père, mort à la guerre. La phrase « Vera, what has become of you? » (« Vera, qu'es-tu devenue ? ») suggère que Vera Lynn elle-même, contrairement à ce qu'elle avait promis (« nous nous reverrons »), serait disparue. Elle peut aussi être interprétée comme disant que Pink a perdu espoir.

## Version du film
Dans le film adapté de l'album, la séquence de la chanson ouvre avec un extrait de Vera Lynn chantant The Little Boy That Santa Claus Forgot, une chanson à propos d'un garçon — comme Roger Waters — qui n'a pas de père,.

## Musiciens
- Roger Waters - chant, guitare acoustique
- David Gilmour - guitare acoustique, basse acoustique
- Richard Wright - synthétiseur Prophet-5
- New York Orchestra - cordes